# Kulwant Singh
Kulwant Singh, född den 18 december 1948, är en indisk landhockeyspelare.
Han tog OS-brons i herrarnas landhockeyturnering i samband med de olympiska sommarspelen 1972 i München.